# Centromerus piccolo
Centromerus piccolo là một loài nhện trong họ Linyphiidae.
Loài này thuộc chi Centromerus. Centromerus piccolo được miêu tả năm 1996 bởi Weiss.